# Panta rhei
Panta rhei, nebo méně přesně panta rei (řecky πάντα ῥεῖ – panta rhei – vše plyne), je zkrácená interpretace známého tvrzení antického filozofa Hérakleita, že „nelze vstoupit dvakrát do téže řeky“.
Frází Panta rhei se obvykle vyjadřuje, že skutečnost podléhá neustálé změně.